# The Struggle (film 1913 Conway)
The Struggle è un cortometraggio muto del 1913 diretto da Jack Conway e Frank E. Montgomery (Frank Montgomery).

## Produzione
Il film fu prodotto dalla 101-Bison (Bison Motion Pictures).

## Distribuzione
Distribuito dall'Universal Film Manufacturing Company, il film - un cortometraggio di due bobine - uscì nelle sale cinematografiche statunitensi il 23 settembre 1913.